# ساخت، بهره‌برداری و واگذاری
قرارداد ساخت، بهره‌برداری و واگذاری (به انگلیسی: Build–operate–transfer) یا B.O.T گونه‌ای از قرارداد اقتصادی است که معمولاً بین دولت‌ها و سازمان‌های متولی اقتصاد از یک طرف و شرکت‌های بخش خصوصی از طرف دیگر منعقد می‌گردد. در این نوع قرارداد، شرکت بخش خصوصی متعهد می‌شود که سرمایه‌گذاری لازم برای انجام یک پروژه (معمولاً بزرگ و زیرساختی) را انجام داده، سپس به مدت محدودی از آن در عوض سرمایه‌گذاری انجام داده بهره‌برداری نماید، و در نهایت آن را به شکل کامل و فعال به طرف مقابل (معمولاً دولت) تحویل دهد.

## چهارچوب
قرارداد احداث + بهره‌برداری + انتقال یکی از جدیدترین قراردادهای تأمین مالی می‌باشد که از اوایل دهه ۱۹۸۰ یعنی هنگامی که دولت ترکیه اعطای امتیاز چند نیروگاه را به مناقصه گذاشت به رسانه‌های مالی راه یافت. استفاده از این تکنیک به ویژه در مورد تأسیسات زیربنایی بتدریج توسعه یافت. بطوریکه هم‌اکنون این روش در کشورهای در حال توسعه مقبولیت زیادی یافته‌است. در این روش ساخت و بهره‌برداری پروژه به مدت معینی توسط شرکتی که اصطلاحاً شرکت پروژه نام می‌گیرد انجام می‌شود و انتقال پروژه به کارفرما پس از طی مدت معینی و بعد از تحصیل درآمد لازم تحقق می‌یابد.
قابل ذکر است که کارفرما بازپرداخت هیچ وامی را از طرف سرمایه‌گذاران یا متولیان پروژه تضمین نمی‌کند و با توجه به اینکه سرمایه‌گذاری مستقیم از بودجه دولتی نیز نمی‌باشد، فشار ناشی از استقراض کاهش می‌یابد و علاوه بر آن ریسک‌های مربوط به ساخت و تکنولوژی‌های جدید به‌کاربرده شده نیز به بخش خصوصی انتقال داده می‌شود. همچنین دولت یا کارفرما علاوه بر موارد فوق هم در زمان ساخت پروژه و هم در زمان بهره‌برداری پروژه توسط شرکت خصوصی منافع بسیاری از تجربه‌های بخش خصوصی به‌دست می‌آورد.
بنابراین B.O.T در واقع یک روش مستقل قراردادهای اجرائی نیست بلکه بیشتر روشی برای تأمین مالی پروژه است.
- محبوبیت فزاینده این تیپ پروژه‌ها به دو دلیل است: ۱ - کمبود سرمایه‌های دولتی ۲ – تفکر اعمال مدیریت بهینه تر توسط بخش خصوصی.

## ساخت–تملک–بهره‌برداری–انتقال BOOT (Build–Own–Operate–Transfer)
در این نوع قرارداد پس از ساخت، تملک و بهره‌برداری پروژه به کشور میزبان انتقال داده می‌شود. در این مدل معمولا به ترتیب زیر عمل می‌شود. 
1. ساخت (Build): شرکت خصوصی یا کنسرسیوم پروژه را می‌سازد.
2. تملک (Own): پس از تکمیل، شرکت خصوصی مالکیت موقتی پروژه را در اختیار دارد.
3. بهره‌برداری (Operate): شرکت خصوصی برای دوره تعیین‌شده‌ای از زمان، پروژه را بهره‌برداری می‌کند و از آن درآمد کسب می‌کند. این امر معمولاً از طریق دریافت هزینه‌ها از کاربران خدمات یا از طریق حمایت‌های دولتی انجام می‌شود.
4. انتقال (Transfer): در پایان دوره قرارداد، مالکیت پروژه به دولت یا یک نهاد عمومی منتقل می‌شود.

مدل ستبا معمولاً در پروژه‌هایی مانند جاده‌ها، پل‌ها، فرودگاه‌ها و تاسیسات تولید انرژی به کار گرفته می‌شود. این رویکرد برای دولت‌هایی که منابع مالی محدودی دارند یا نمی‌خواهند بدهی عمومی را افزایش دهند، جذاب است، زیرا اجازه می‌دهد پروژه‌های بزرگ زیرساختی بدون نیاز به سرمایه‌گذاری مستقیم دولت انجام شوند.

## ساخت–تملک–بهره‌برداری BOO (Build–Own–Operate)
در این نوع قرارداد، سرمایه‌گذار خصوصی نسبت به ساخت + تملک + راه اندازی و نگهداری پروژه برای همیشه اقدام می‌نماید و عوارض اجاره‌ها و سایر مخارج و درآمدهای ناشی از اجرای پروژه را به منظور بازگرداندن سرمایه و سود جمع‌آوری می‌کند. در این نوع قراردادها دولت ممکن است بهره‌برداری و نگهداری پروژه را به یک دستگاه سومی محول نماید منوط به آنکه تضمین لازم را به بخش خصوصی تأمین‌کننده مخارج پروژه در خصوص متعهد بودن به اجرای قرارداد B.O.O و حفظ منافع سرمایه‌گذاری اولیه بدهد. همچنین در این نوع قرارداد دولت مختار است نسبت به خرید محصول یا خدمات ناشی از قرارداد B.O.O اقدام نماید.

## ساخت–اجاره–انتقال BLT (Build–Lease–Transfer)
در این نوع قرارداد، سرمایه خصوصی نسبت به ساخت پروژه اقدام نموده و دولت هزینه‌های سرمایه‌گذاری بخش خصوصی را از محل اعتبار پروژه تحت یک شرایط برنامه توافق شده پرداخت می‌کند.
مالکیت پروژه پس از انقضای دوره دوباره به دولت بر می‌گردد.

## طراحی–ساخت–تامین مالی-بهره‌برداری DBFO (Design–Build–Finance–Operate)
در این قرارداد سرمایه‌گذار کاری طراحی و ساخت و تأمین منابع مالی را انجام داده به مرحله بهره‌برداری می‌رساند.

## طراحی–ساخت-بهره‌برداری-انتقال DBOT (Design–Build–Operate–Transfer)
در این قرارداد کار طراحی ساخت و بهره‌برداری و انتقال بر عهده یک پیمانکار می‌باشد.

## طراحی-ساخت–مدیریت-تامین مالی DCMF (Design–Construct–Manage–Finance)
در این قرارداد کار طراحی ساخت و مدیریت و تأمین منابع مالی بر عهده پیمانکار می‌باشد.